# Paul Dupont des Loges
Pour les articles homonymes, voir Dupont des Loges.
Paul Georges Marie Dupont des Loges, né à Rennes le 11 novembre 1804, et mort le 18 août 1886 à Metz, est un ecclésiastique et homme politique d'origine française qui fut évêque de Metz et député au Reichstag au XIXe siècle.

## Biographie
Paul Dupont des Loges est le fils d'un ancien conseiller au Parlement de Bretagne, Pierre Louis Dupont des Loges et d'Angélique du Bois le Bon de la Choltais. Il est issu d'une fratrie de onze enfants et perd sa mère à l'âge de onze ans. Dans les années 1810, son père est député et premier président à la Cour de Rennes. Il grandit entre la ville de Rennes et la propriété familiale des Loges à La Mézière où se trouvait une chapelle de famille.

### Carrière ecclésiastique
Après des études au petit séminaire de Rennes puis au séminaire de Saint-Sulpice de Paris, Paul Dupont des Loges est ordonné le 12 décembre 1828 par Claude-Louis de Lesquen pour le diocèse de Rennes, diocèse alors suffragant de l’archidiocèse de Tours.
Vicaire de la paroisse Saint-Sauveur de Rennes, il est promu chanoine de la cathédrale Saint-Pierre de Rennes dès 1834. 
Prédicateur de talent, il devient en octobre 1840 vicaire général de l'évêque d'Orléans, François Morlot (futur archevêque de Paris).

### Évêque de Metz
Nommé évêque de Metz le 13 septembre 1842, il reçoit ses bulles le 27 janvier 1843. 
Il est sacré le 5 mars 1843 en la chapelle du séminaire de Saint-Sulpice de Paris par Morlot, devenu entretemps archevêque de Tours, assisté de Jean-Joseph de Jerphanion, archevêque d’Albi et de Louis-Marie Blanquart de Bailleul, évêque de Versailles.
D’origine bretonne, il est, comme plusieurs de ses compatriotes, nommé évêque d’un diocèse de l’est de la France, et devient ainsi le 99e évêque de Metz.
En 1862, il consacre l'église Saint-Brice de Marly, puis l'église de la Visitation de Gœtzenbruck en 1866.
En 1868, il s’élève contre la Ligue de l'enseignement de Jean Macé dont Metz est à l’avant-garde et qu’il dénonce comme étant d’inspiration franc-maçonne.

### Député protestataire
À la suite de la guerre franco-prussienne, le traité de Francfort donne la quasi-totalité du diocèse de Metz ainsi qu'une importante portion du diocèse de Nancy au nouvel empire allemand. Les diocèses sont réorganisés tant du côté français que du côté allemand. Le gouvernement impérial, pourtant protestant, conserve ses fonctions et dignités à l'évêque Français de Metz. Le prélat est élu par les Mosellans député au Reichstag de Berlin (1874-1877), où il défend la cause française. Il permet à l'abbé Jean-Nicolas Bauzin, curé de Saint-Privat-la-Montagne, d'effectuer un voyage en Europe afin de récolter des fonds pour reconstruire l'église de sa paroisse dévastée par les combats.
Il signe avec les quatorze autres députés protestataires la motion suivante au bureau du Reichstag : « Plaise au Reichstag décider que les populations d'Alsace-Lorraine qui, sans avoir été consultées, ont été annexés à l'Empire allemand par le Traité de Francfort, soient appelées à se prononcer spécialement sur cette annexion. ». Le 18 février, après lecture de la déclaration, il monte à la tribune et déclare que les catholiques alsaciens-lorrains ne remettent pas en question le traité de Francfort. La déclaration n'est donc suivi d'aucun débat. Il s'agit pour un certain nombre d'Alsaciens, d'une trahison du pacte électif et entre élus[pas clair].
Sa francophilie militante ne l'empêche pas d'accueillir à Metz en 1877 l’empereur Guillaume Ier. Le feu d'artifice donné pour l’occasion tourne à la catastrophe quand le toit de la cathédrale prend feu. L’empereur se charge personnellement des frais de la reconstruction. 
En 1881, il reçoit pour coadjuteur l'abbé François-Louis Fleck, prêtre de son diocèse né en Alsace ayant longtemps officié en Lorraine plattophone (et par conséquent parfaitement bilingue). Paul Dupont des Loges meurt en 1886. Il est inhumé dans le choeur de la cathédrale. Son coadjuteur lui succède.
Son effigie orne le vitrail droit du chœur de l’église de Saint-Privat-la-Montagne (Moselle) reconstruite en 1876 après la bataille du 18 août 1870  qui détruisit le village (celui de gauche étant dédié au pape Pie IX, celui du centre au Christ).

## Masque mortuaire

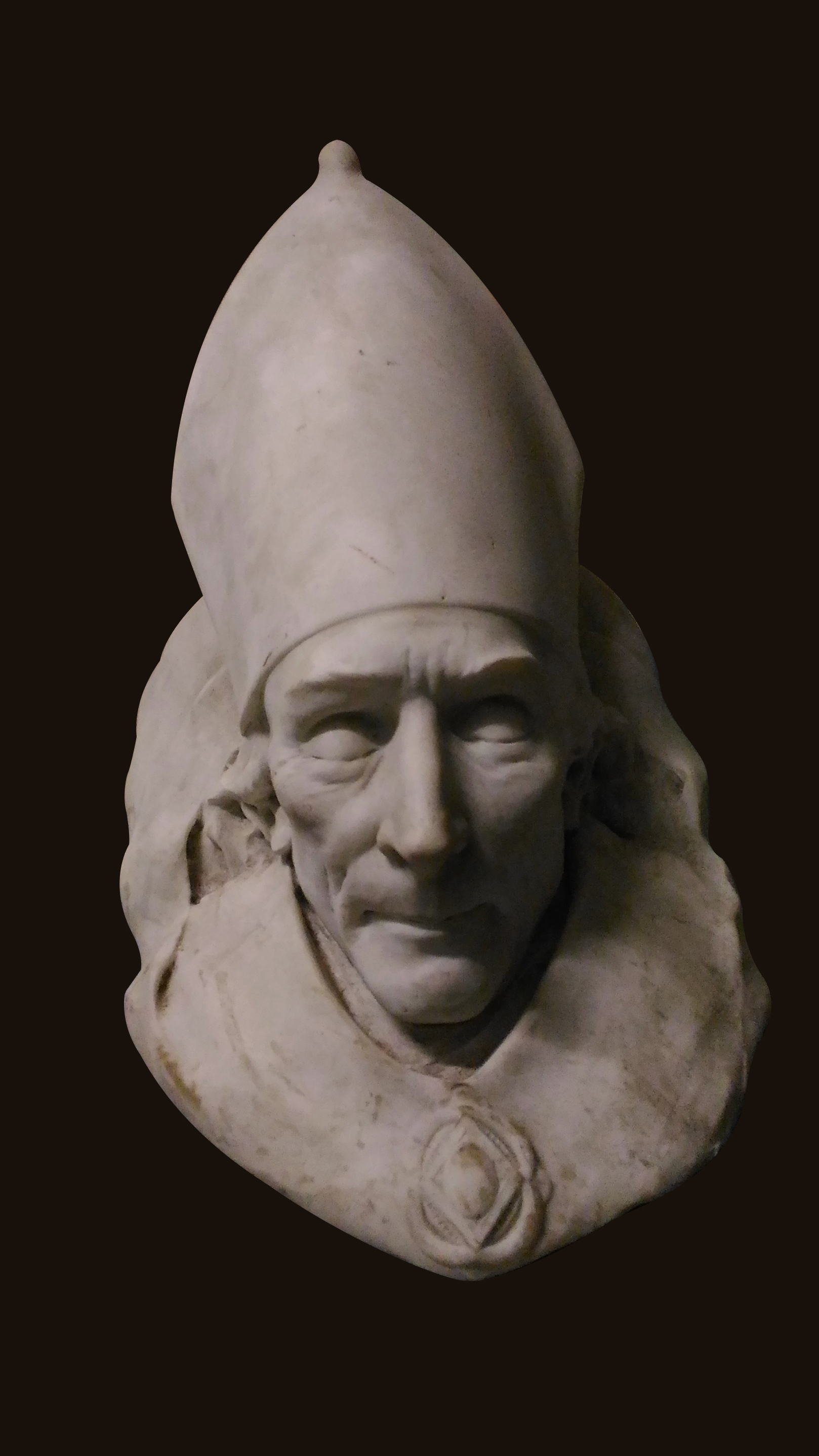
Masque mortuaire de Dupont des Loges retrouvé à l’ensemble scolaire Jean- à Montigny-lès-Metz.

En janvier 2017, a été découvert dans une armoire de l’ensemble scolaire Jean-XXIII à Montigny-lès-Metz,, le buste d’un évêque mitré, sculpté dans un marbre blanc non-veiné. En-dessous de la tête se trouve un fermoir imposant, sans doute partie d’une chape dont s’esquisse le col sans broderie sur les épaules du personnage.
Les yeux clos, les traits creusés par l’âge, une bouche entrouverte aux lèvres légèrement rentrantes, les cheveux longs coiffés vers l’arrière, tête appuyée sur un épais coussin, n’en font pas seulement le portrait d’un évêque mais bien, sans conteste possible, la reproduction en pierre d’un masque mortuaire. Cette coutume de mouler dans le plâtre le visage du défunt, à peine la mort survenue, était courante jusqu’en plein XXe siècle pour les personnages jouissant d’une certaine notoriété (de Napoléon à Beethoven, en passant par Marat ou Robespierre ou encore Victor Hugo et Gide. Cf. également les exemplaires en plâtre et en bronze du masque mortuaire de Verlaine). Elle a longtemps coexisté avec la prise de photographies mortuaires, elles aussi passées de mode depuis. L’œuvre porte en bas à droite la signature du sculpteur-portraitiste messin Emmanuel Hannaux et la date de 1888. Ce dernier a connu une gloire locale et nationale avant de s’éteindre parisien en 1934,,.
Le personnage représenté est l’évêque de Metz, Paul Dupont des Loges. La ressemblance avec des portraits peints ou photographiques, la proximité chronologique entre son décès (1886) et la date de la sculpture, ne laissent absolument aucun doute quant à l’authentification du prélat. 96e évêque de Metz, d’origine rennaise et devenu évêque de ce diocèse en 1842 à l’âge de seulement 39 ans. Il le restera jusqu’à sa mort, soit le plus long épiscopat de cette église locale,. E. Hannaux semble avoir été son portraitiste officiel sur la fin de sa vie. Le prélat, resté dans l’histoire pour avoir été député protestataire au Reichstag (Le nouveau Musée de la Guerre de 1870 et de l'Annexion lui consacre désormais une vitrine), il est aussi le fondateur du petit séminaire de Montigny, devenu en 1970, par fusion avec le collège Saint-Clément de Metz, l’ensemble scolaire Jean-XXIII. C’est évidemment la raison principale de la présence de cette sculpture dans ces murs. 

Inconnue des responsables de l’art sacré du diocèse, n’ayant fait l’objet d’aucune autre copie connue, nul témoin vivant ne se souvient d’avoir vu cette sculpture. Elle va donc garder pour quelque temps encore sa part de mystère , jusqu’à ce que l’on croise ce « document » exceptionnel avec des sources orales ou écrites : quel est son commanditaire et où celle-ci était-elle originellement exposée ? Faisait-elle l’objet d’une vénération particulière ? À partir de quand fut-elle reléguée à l’oubli ? Voilà quelques-unes des questions qui permettraient de définir une problématique de recherche. Premier indice : le maître-verrier qui a réalisé les vitraux de la chapelle de l’ensemble scolaire (1927), dont le vitrail axial montre le fondateur du petit séminaire présentant, à genoux, les plans de l’édifice au patron de la jeunesse, saint Louis de Gonzague, semble avoir connu cette sculpture pour s’en être inspiré directement, tant les similitudes entre les deux portraits sont marquées.
L’ensemble scolaire Jean-XXIII en a fait don au chapitre cathédral, en 2019. L’œuvre est allée rejoindre le cénotaphe de l’évêque. Sur ce dernier il est représenté en priant, sculpté par Emmanuel Hannaux, dans la chapelle Saint-Livier de la cathédrale, à proximité de la pierre tombale du prélat.

## Succession apostolique
Paul Dupont des Loges a ordonné les évêques suivants :
- Évêque François-Louis Fleck (1881)
- Archevêque Henri-Victor Altmayer, O.P. (1884)

## Hommages et distinction
On retrouve des rues à son nom à Rennes, à Metz, à Nancy non loin du parc sainte-Marie et à Longwy, dans la cité ouvrière de Gouraincourt. La rue Dupont-des-Loges lui a été dédiée en 1897 dans le 7e arrondissement de Paris.
- Chevalier de la Légion d'honneur (15 octobre 1871)[20]

## Armes
D'argent à la fasce de sable cintrée chargée d'une molette d'or accompagnée de trois roses.

## Galerie

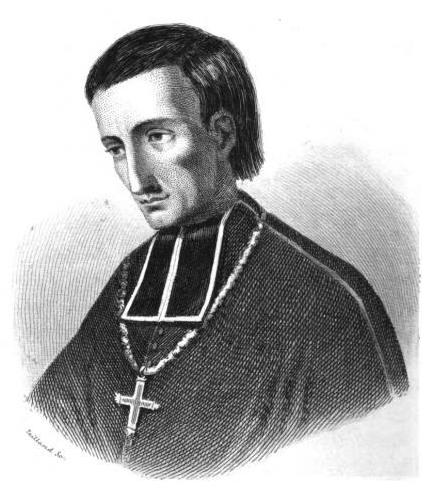
Gravure publiée en 1847
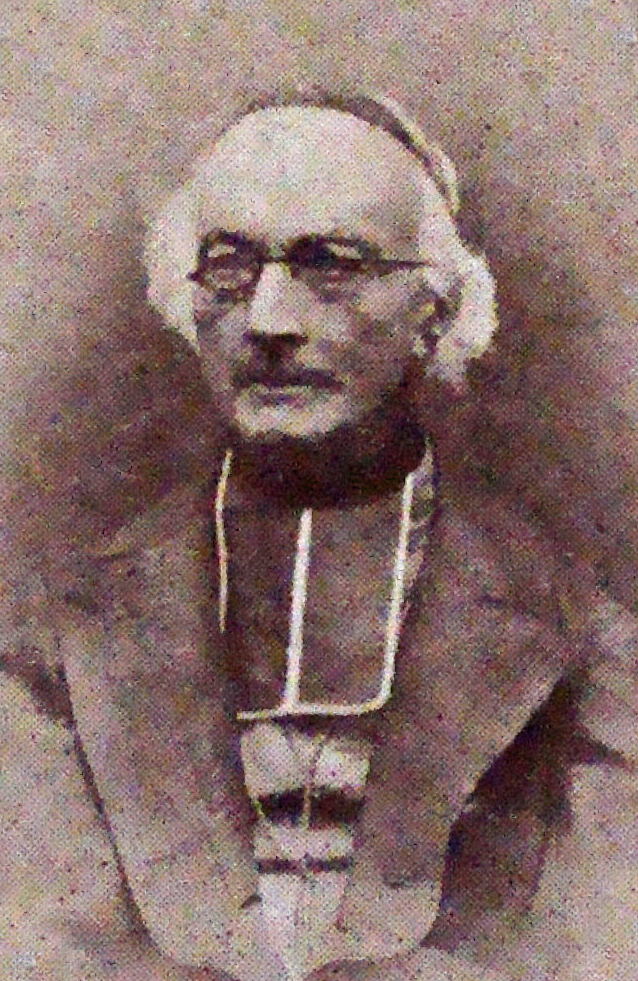
Photo de 1880
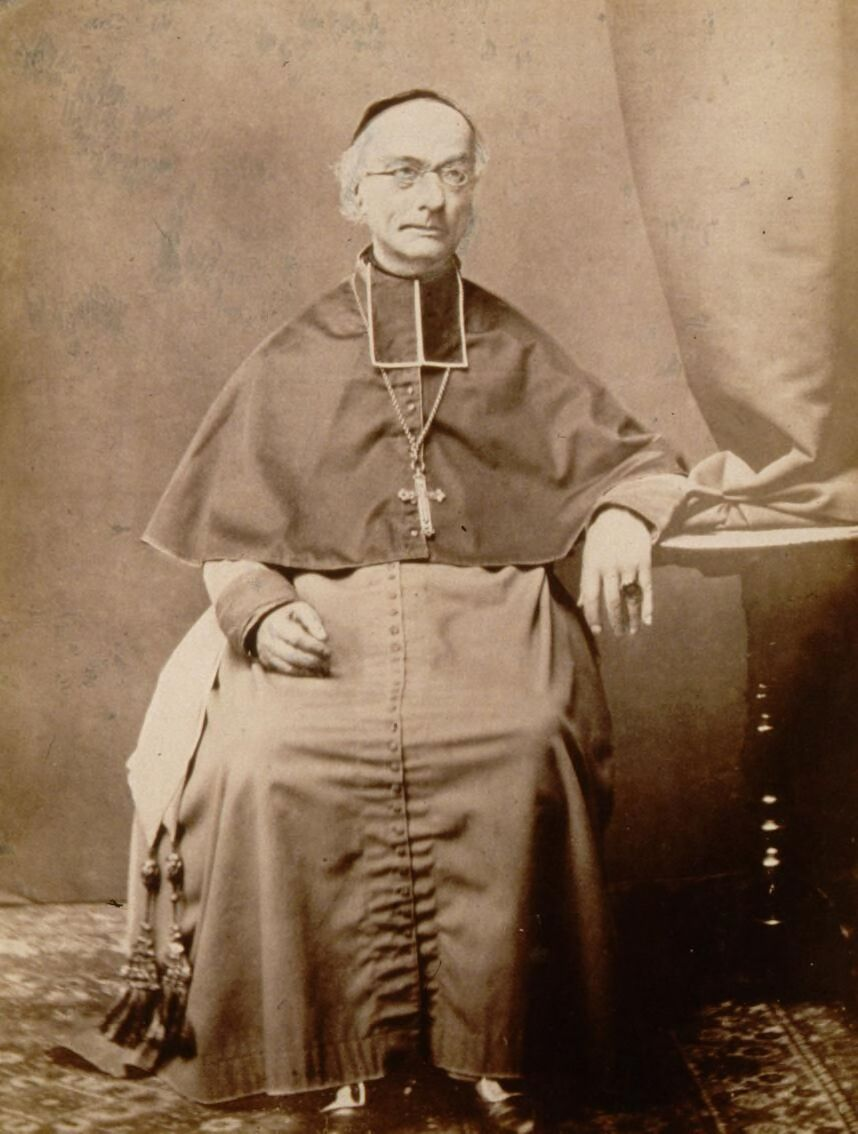
Photographie par Marmand vers 1880
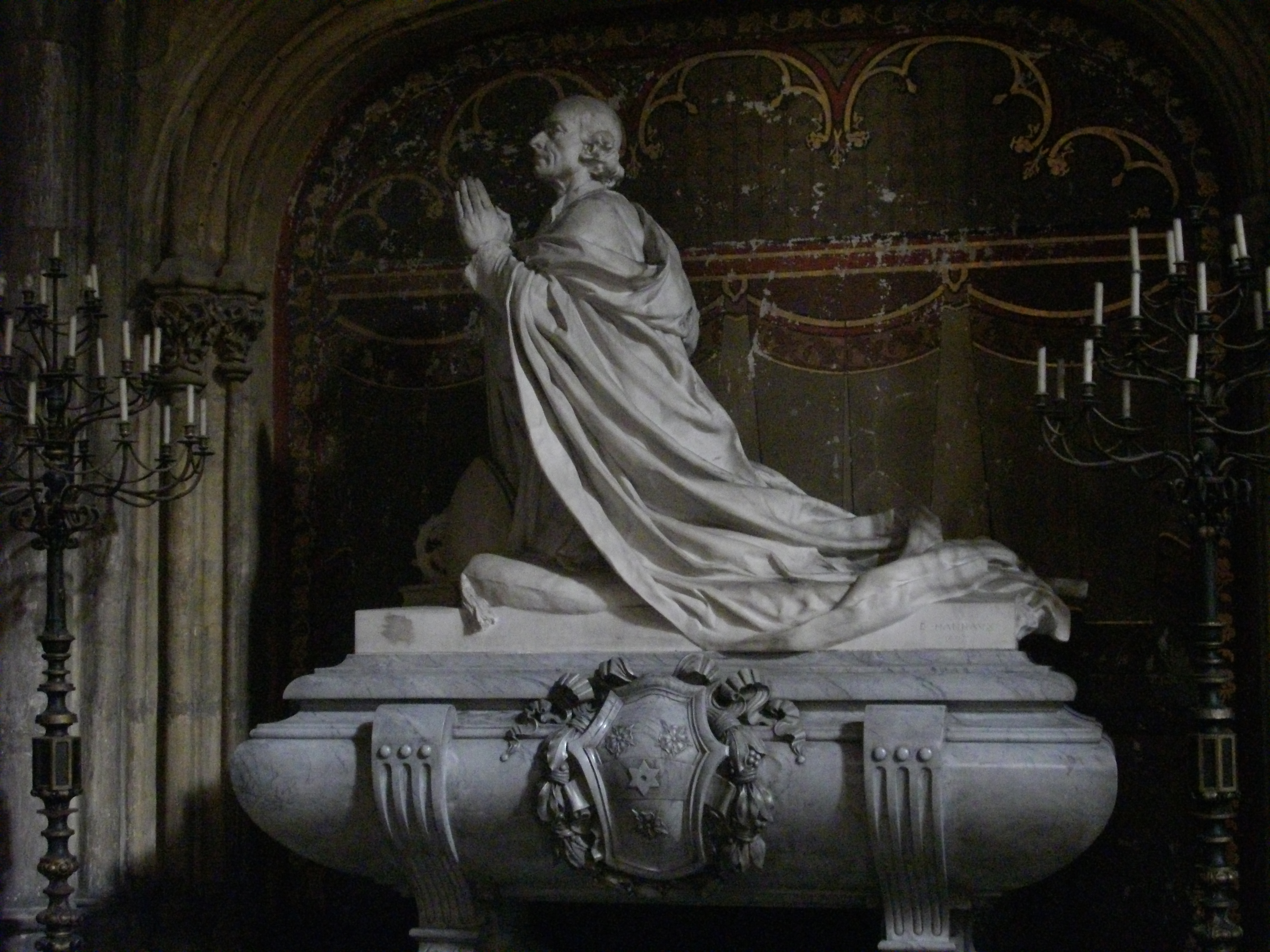
Tombe de Paul Dupont des Loges dans la cathédrale de Metz
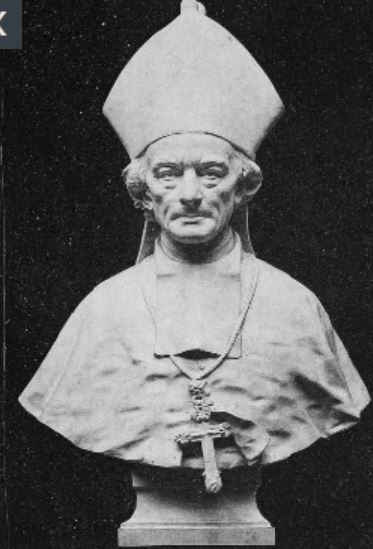
Buste, par Emmanuel Hannaux (avant 1899)

### Biographie
- Félix Klein (abbé), L’Évêque de Metz. Vie de Mgr Dupont des Loges 1804-1886, Paris Poussielgue, 1899